# San José La Arada
San José La Arada är en kommunhuvudort i Guatemala.   Den ligger i departementet Departamento de Chiquimula, i den sydöstra delen av landet, 100 km öster om huvudstaden Guatemala City. San José La Arada ligger 442 meter över havet och antalet invånare är 2 361.
Terrängen runt San José La Arada är huvudsakligen kuperad, men åt nordost är den platt. San José La Arada ligger nere i en dal. Runt San José La Arada är det ganska tätbefolkat, med 93 invånare per kvadratkilometer. Närmaste större samhälle är Chiquimula, 10,1 km norr om San José La Arada. Omgivningarna runt San José La Arada är en mosaik av jordbruksmark och naturlig växtlighet.